# Furukawa Masato
Masato Furukawa (sinh ngày 23 tháng 9 năm 1995) là một cầu thủ bóng đá người Nhật Bản.

## Sự nghiệp câu lạc bộ
Masato Furukawa đã từng chơi cho SC Sagamihara.